# Edgware Road (1907)
Edgware Road è una stazione della metropolitana di Londra sulla linea Bakerloo.

## Storia
La stazione venne aperta il 15 giugno 1907 dalla Baker Street and Waterloo Railway (BS&WR, oggi Bakerloo line) quando estese la linea al temporaneo capolinea nord di Marylebone. In comune con le altre prime stazioni delle linee di proprietà della Underground Electric Railways Company of London, la stazione fu progettata dall'architetto Leslie Green con una facciata esterna in mattonelle di terracotta color sangue di bue. La BS&WR aveva l'approvazione parlamentare per continuare la linea fino alla stazione di Paddington, ma il percorso approvato, che sarebbe dovuto passare sotto la stazione della linea principale e concludersi sotto l'incrocio dei Sussex Gardens e Sussex Place, su una rotta sud-est, non era adatto per il piano della società di estendere la linea a ovest o nord-ovest di Paddington. La BS&WR scelse di non costruire i tunnel ad ovest di Edgware Road e prese in considerazione delle alternative.
Nel 1908, la BS&WR prese in considerazione un'alleanza con la North West London Railway (NWLR) per costruire una linea di metropolitana dalla stazione di Edgware Road a Cricklewood via Kilburn. La NWLR, nel 1899, aveva ottenuto il permesso di costruire una linea, lungo Edgware Road, da Cricklewood a Marble Arch, e ricevette l'approvazione per un'ulteriore sezione da Marble Arch a Victoria nel 1906, ma non era stata capace di trovare i finanziamenti necessari. La linea di NWLR passava per la stazione di Edgware Road e le due compagnie chiesero il permesso, nel novembre 1908, per costruire una sezione di tunnel, di 757 metri, che collegava i precedenti tunnel di BS&WR e NWLR. Per usufruire dell'autorizzazione della BS&WR per la linea fino a Paddington, la stazione di Edgware Road doveva essere dotata di una seconda coppia di piattaforme per consentire il funzionamento di un servizio di navetta tra Paddington e Edgware Road. Il progetto fu respinto e la linea non venne costruita.
Nel 1911, venne concesso il permesso per costruire un tunnel a forte curvatura, di 890 metri per una estensione a Paddington, che si concludeva in direzione nord-ovest sotto la stazione della linea principale. I lavori iniziarono nel mese di agosto 1911 e l'estensione venne aperta il 1º dicembre 1913.
Quando la stazione venne aperta, la sua facciata stretta era inserita in una fila di negozi, ma gli edifici a sud della stazione vennero demoliti, nel 1960, per consentire la costruzione del cavalcavia, lasciando la stazione come uno dei due edifici isolati. In origine, l'uscita dalla stazione si trovava nell'adiacente Bell Street. Anche se non è più utilizzato, l'edificio offre alloggi per i gestori della stazione.
Nel settembre 2007, vi fu una proposta del membro della London Assembly, Murad Qureshi, per rinominare la stazione in Church Street Market, per porre fine alla confusione con la stazione che porta lo stesso nome di Edgware Road sulla Circle, District e Hammersmith & City lines.
Tra il 25 maggio e il 21 dicembre 2013, la stazione venne chiusa temporaneamente per la manutenzione degli ascensori.

## Servizi e impianti
L'ingresso della stazione si trova all'angolo nord-est dell'incrocio tra Edgware Road, Harrow Road e Marylebone Road ed è adiacente al cavalcavia di Marylebone.
Edgware Road rientra nella Travelcard Zone 1.

## Interscambi
Nelle vicinanze della stazione effettuano fermata alcune linee urbane automobilistiche, gestite da London Buses.
- Fermata autobus[9][10]

A circa 150 metri si trova un'altra stazione con lo stesso nome ma servita dalle linee Circle, District e Hammersmith & City, a sud di Marylebone Road.